# Prémios Mestre Mateo

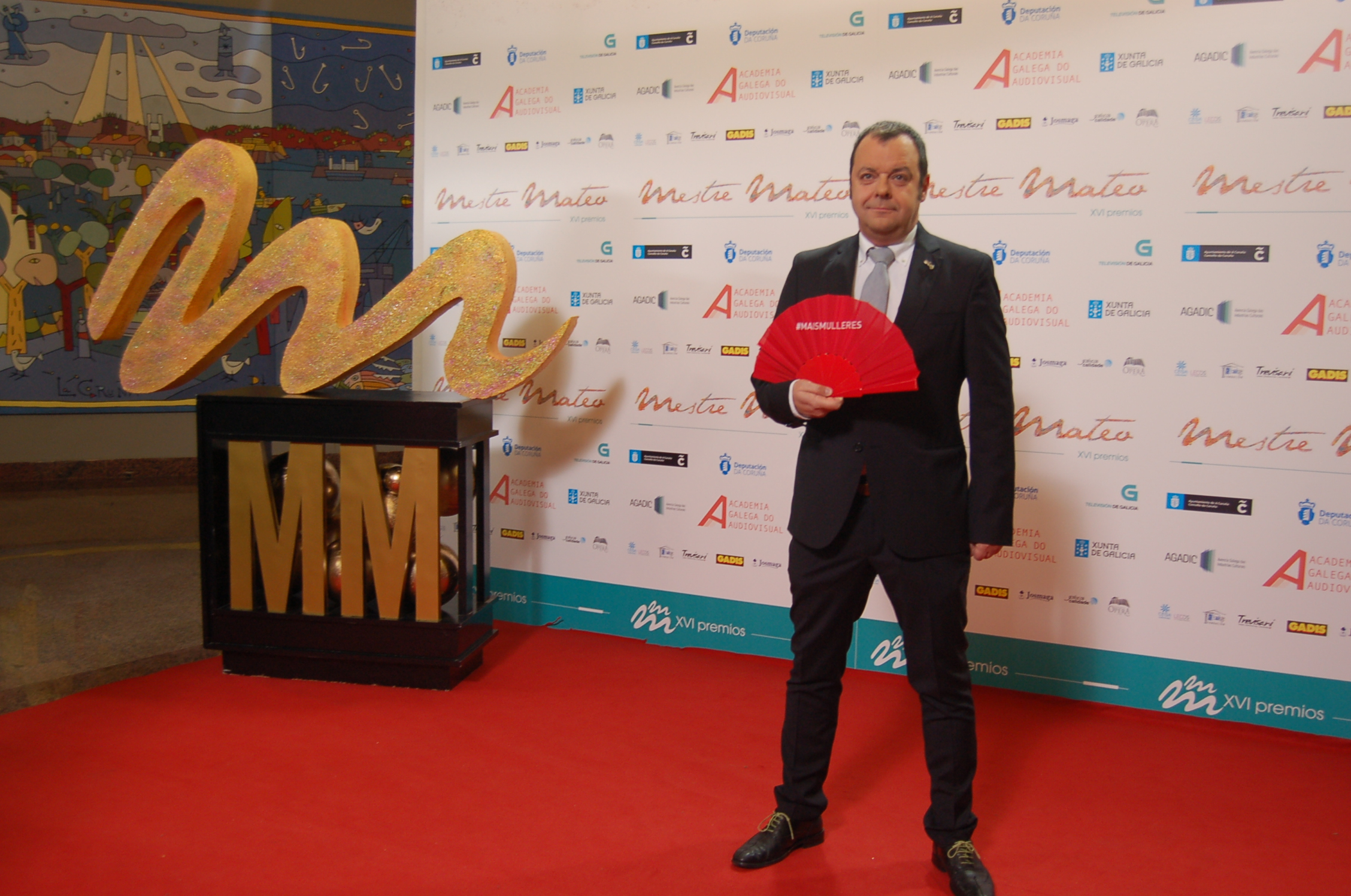
Prémios Mestre Mateo 2017.

Os Prémios Mestre Mateo são os galardões que anualmente entrega a Academia Galega do Audiovisual às melhores produções e profissionais galegos.

## História
Criados em abril de 2002 sob o nome de Prémios Chano Piñeiro pela Associação Galega de Produtoras Independentes, no mesmo ano passaram a mãos da Academia Galega do Audiovisual e adoptaram a sua denominação atual. São uns prémios entregados anualmente aos melhores profissionais do audiovisual galego. Estes reconhecimentos tomaram o relevo dos Premios AGAPI, que se concederam no mesmo âmbito entre 1996 e 2001. A primeira cerimonia de entrega tivo lugar en abril de 2002.

## Categorias
- Melhor longa-metragem
- Melhor longa-metragem documental
- Melhor filme de TV
- Melhor programa de TV
- Melhor série de TV
- Melhor documental
- Melhor produção interativa
- Melhor produção de publicidade
- Melhor curta-metragem de ficção
- Melhor curta-metragem de animação
- Melhor direção de produção
- Melhor direção de fotografia
- Melhor maquilhagem e estilismo
- Melhor desenho de vestuário
- Melhor direção artística
- Melhor montagem
- Melhor som
- Melhor guião
- Melhor banda sonora
- Melhor direcção
- Melhor realização
- Melhor comunicador
- Melhor interpretação masculina protagonista
- Melhor interpretação masculina secundária
- Melhor interpretação feminina protagonista
- Melhor interpretação feminina secundária